# René Sentenac
Pour les articles homonymes, voir Sentenac.
René Sentenac, né le 11 septembre 1930 à Toulouse (Haute-Garonne) et mort au combat le 21 novembre 1957 à Timimoun, est un sous-officier français qui s'est particulièrement illustré en 1954 lors de la bataille de Diên Biên Phu pendant la guerre d'Indochine.

## Jeunesse
René Sentenac naît le 11 septembre 1930 à Toulouse. Il est le fils d'Auguste Sentenac et de Marie-Henriette Louarn.

## Guerre d'Indochine
René Sentenac est engagé volontaire dans l'infanterie de marine en 1948 et il obtient son brevet de parachutiste l'année suivante, année où il accède au grade de caporal. Il participe à la guerre d'Indochine et il est promu sergent le 1er avril 1954.
Il est caporal-chef au 6e bataillon de parachutistes coloniaux (6e BPC), sous les ordres du commandant Marcel Bigeard, pendant la bataille de Điện Biên Phủ. Il est fait prisonnier le 7 mai 1954 par les forces de l'Armée populaire vietnamienne (APV), après la chute du camp retranché. En compagnie de trois sous-officiers de la même unité, les sergents-chefs Maurice Rilhac, Jacques Sautereau et Michel Skrodzki, il réussit à s'évader le 11 mai 1954. Skrodzki est blessé au bras d'une plaie pas trop sérieuse mais infectée. En chemin, ils rencontrent deux appelés de Dien Bien Phu qui n'étaient pas paras. Les deux soldats décident quelques jours plus tard de rester dans un village thaï et le groupe se sépare. Les évadés parcourent 200 km en brousse avant de retrouver, le 24 mai, d'autres évadés, des parachutistes du 35e régiment d'artillerie parachutiste (RALP) qui ont été recueillis par les Méos, les soldats Nallet, Charrier et le maréchal des logis René Delobel. Le 7 juin, le groupe, privé de Jacques Sautereau qui meurt d'une crise de paludisme pernicieux pendant l'évasion le 12 juin 1954 à deux jours de marche d'un Groupement de commandos mixtes aéroportés (GCMA). Avec l'aide d'autochtones, Rilhac et Sentenac atteignent très affaiblis et amaigris un avant-poste du GCMA près du village de Te-Kin. Le 2 juillet, un hélicoptère Sikorsky vient les récupérer et les évacue sur Luang Prabang. Ils sont ensuite transportés quelques jours plus tard par Dakota pour Hanoï. Skrodzki, laissé en arrière car trop faible pour marcher, est hospitalisé à l'hôpital de Lanessan, sauvé d’une mort certaine par les Méos du sergent-chef Voilant. Ils sont finalement rapatriés en France.

## Guerre d'Algérie

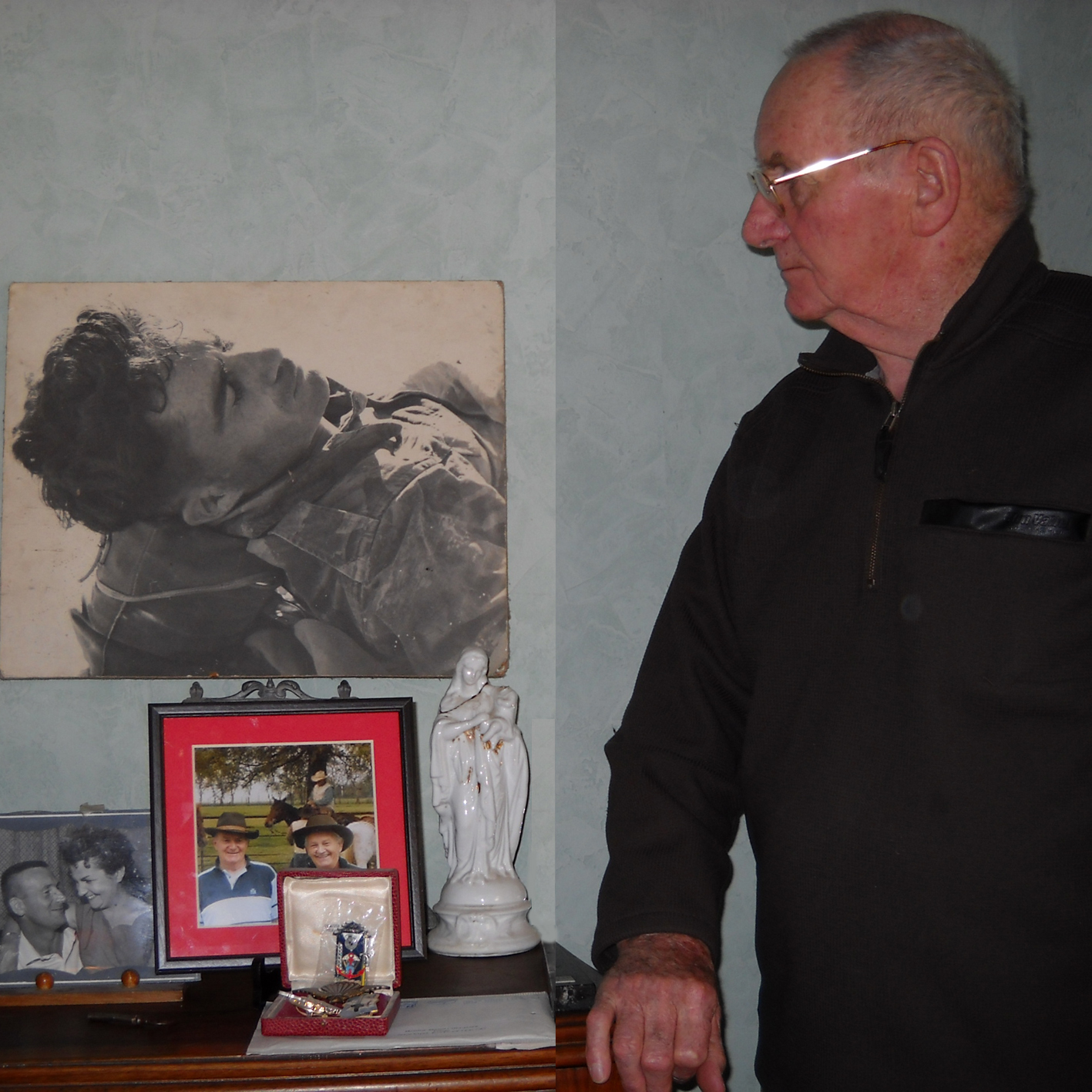
Martial Chevalier regardant la photo prise par Marc Flament de René Sentenac à Timimoun.

René Sentenac tombe au combat en Algérie dans les rangs du 3e Régiment de parachutistes coloniaux (3e RPC), toujours sous le commandement de Bigeard, devenu colonel, lors de la bataille de Timimoun, le 21 novembre 1957. Il est abattu juste avant le lieutenant Pierre Roher et l'infirmier Roland Fialon (12 décembre 1936 - 21 novembre 1957) par un sniper ennemi embusqué à 400 mètres au nord de leur position. Son agonie est  immortalisée par le photographe Marc Flament. Les photos prises par Flament font du sergent-chef Sentenac une icône du mythe du soldat parachutiste à l’époque de leur publication notamment en raison du statut de figure héroïque de René Sentenac lors de la bataille de Diên Biên Phu. L'une de ces photographies illustre l'affiche du film documentaire français Les Yeux brûlés réalisé par Laurent Roth en 1986 et sorti en 2015.
À sa mort, René Sentenac est titulaire de la Légion d'honneur et de la Médaille militaire, avec six blessures et treize citations.
Le général Bigeard, partout où il est muté, garde une photo de René Sentenac, mourant, la tête reposant sur un sac, les yeux clos. Cette photo figure encore aujourd'hui dans le bureau du général, dans sa maison de Toul.

Bigeard rapporte les derniers instants de René Sentenac : 
« Il dut encore fournir un dernier effort pour mourir. Il savait bien qu'il avait gagné, et c'est pour cela que son visage apaisé nous parut si beau. Ce qu'il cherchait de l'autre côté de la crête, ce n'était pas une poignée de Bédouins et leurs fusils, mais cette chose impossible qui le hantait depuis si longtemps, et qui ne se trouve que dans le sacrifice et la mort. Seule elle permet de se confondre avec ce qu'il y a de plus grand, de plus inaccessible. C'était sa manière, à lui Sentenac, de comprendre Dieu. »,
Bigeard lui dédie son livre « Aucune bête au monde », :
« Mais Sentenac cherchait autre chose et je sais qu’il l’a trouvé. De nous tous il fut celui qui eut le plus de chance, car il a réussi sa mort après avoir mené la vie tourmentée qu’il avait choisie »
René Sentenac est inhumé au cimetière de Saint-Martin-du-Touch à Toulouse.

## Hommages
Une rue du quartier de Saint-Martin-du-Touch, à Toulouse, porte son nom : rue René-Sentenac 43° 36′ 35″ N, 1° 22′ 42″ E.
La salle d’honneur des sous-officiers du 3e RPIMa, précédemment dénommé 3e RPC en 1957, porte le nom du sergent-chef Sentenac.
Il a été le parrain de la seconde promotion des élèves sous-officiers de l’École nationale des sous-officiers d'active (03/01/1964 - 30/06/1964).

## Distinctions

### Décorations
- Chevalier de la Légion d'honneur
- Médaille militaire
- Croix de guerre des Théâtres d'opérations extérieurs, avec treize citations
- Médaille des blessés militaires, blessé six fois